# Mount Hope (Wisconsin)
Mount Hope è un villaggio degli Stati Uniti d'America, situato in Wisconsin, nella contea di Grant.